# Dérbi das Américas da FIFA de 2024
O Dérbi das Américas da FIFA de 2024 foi a edição inaugural da competição oficial de futebol promovida pela Federação Internacional de Futebol (FIFA), servindo como playoff para a Copa Challenger de 2024 e estando inserida na Copa Intercontinental da FIFA de 2024.
A disputa ocorreu entre o Botafogo (campeão da Copa Libertadores da América de 2024) e o Pachuca (campeão da Copa dos Campeões da CONCACAF de 2024), em jogo único no Catar. O clube mexicano venceu pelo placar de 3–0, conquistando o título e a vaga na próxima fase, a Copa Challenger. Nesta, seu adversário foi o egípcio Al-Ahly, campeão da Copa África-Ásia-Pacífico da FIFA.

## Sede
A partida seria disputada na América do Sul ou na América do Norte, seguindo um revezamento anual de disputa da competição previamente definido. No entanto, por solicitação da Confederação Sul-Americana de Futebol (CONMEBOL), a edição de 2024 será sediada no Catar, país-sede da final do torneio mundial. O Estádio 974 foi escolhido para receber a disputa.
| Doha               | DohaDérbi das Américas da FIFA de 2024 (Qatar) |
| ------------------ | ---------------------------------------------- |
| Estádio 974        | DohaDérbi das Américas da FIFA de 2024 (Qatar) |
| Capacidade: 44 089 | DohaDérbi das Américas da FIFA de 2024 (Qatar) |
|                    | DohaDérbi das Américas da FIFA de 2024 (Qatar) |

## Equipes classificadas
| Confederação | Equipe   | Classificação                                    | Data da classificação  |
| ------------ | -------- | ------------------------------------------------ | ---------------------- |
| CONMEBOL     | Botafogo | Campeão da Copa Libertadores da América de 2024  | 30 de novembro de 2024 |
| CONCACAF     | Pachuca  | Campeão da Copa dos Campeões da CONCACAF de 2024 | 1 de junho de 2024     |

## Transmissão
A transmissão do torneio em 2024 ficou a cargo dos canais Globo (TV aberta), SporTV (TV fechada), FIFA+ (streaming) e CazéTV (streaming).

## Partida
| 11 de dezembro | Botafogo | 0 – 3                      | Pachuca                               | Estádio 974, Doha           |
| 20:00 (UTC+3)  |          | Relatório (FIFA) Soccerway | Idrissi 50' · Deossa 66' · Rondón 80' | Árbitro: NED Danny Makkelie |

|  | Botafogo |  | Pachuca |  |

|              |    |                    |     |     |
| G            | 12 | John               |     |     |
| LD           | 4  | Mateo Ponte        |     | 68' |
| Z            | 34 | Adryelson          |     |     |
| Z            | 20 | Alexander Barboza  |     |     |
| LE           | 66 | Cuiabano           | 63' |     |
| V            | 26 | Gregore            |     |     |
| V            | 28 | Allan              |     | 55' |
| M            | 33 | Eduardo            |     | 55' |
| A            | 7  | Luiz Henrique      |     |     |
| A            | 37 | Matheus Martins    |     | 65' |
| A            | 99 | Igor Jesus         |     | 55' |
| Substitutos: |    |                    |     |     |
| G            | 1  | Gatito Fernández   |     |     |
| G            | 97 | Raul               |     |     |
| Z            | 3  | Lucas Halter       |     |     |
| Z            | 15 | Bastos             |     |     |
| LE           | 13 | Alex Telles        |     |     |
| LE           | 21 | Marçal             |     |     |
| V            | 5  | Danilo Barbosa     |     |     |
| V            | 6  | Tchê Tchê          |     |     |
| V            | 17 | Marlon Freitas     |     | 55' |
| M            | 10 | Jefferson Savarino |     | 65' |
| M            | 70 | Óscar Romero       |     |     |
| A            | 9  | Tiquinho Soares    |     | 68' |
| A            | 11 | Júnior Santos      |     | 55' |
| A            | 23 | Thiago Almada      |     | 55' |
| A            | 47 | Jefinho            |     |     |
| Técnico:     |    |                    |     |     |
| Artur Jorge  |    |                    |     |     |

|                  |    |                     |     |       |
| G                | 25 | Carlos Moreno       |     |       |
| Z                | 2  | Sergio Barreto      |     |       |
| Z                | 8  | Bryan González      | 28' |       |
| Z                | 24 | Luis Rodríguez      |     |       |
| Z                | 33 | Andrés Micolta      |     |       |
| V                | 5  | Pedro Pedraza       |     | 90+1' |
| V                | 14 | Alfonso González    | 47' | 56'   |
| V                | 26 | Alán Bautista       |     | 56'   |
| M                | 28 | Elías Montiel       |     |       |
| A                | 11 | Oussama Idrissi     | 90' | 90+1' |
| A                | 23 | Salomón Rondón      |     |       |
| Substitutos:     |    |                     |     |       |
| G                | 12 | David Shrem         |     |       |
| G                | 31 | José Eulogio        |     |       |
| Z                | 3  | Alonso Aceves       |     |       |
| Z                | 22 | Gustavo Cabral      |     | 45+4' |
| Z                | 32 | Carlos Sánchez      |     |       |
| Z                | 35 | Jorge Berlanga      |     |       |
| M                | 6  | Nelson Deossa       |     | 56'   |
| M                | 10 | Ángel Mena          |     | 56'   |
| M                | 30 | Sergio Hernandez    |     | 90+1' |
| M                | 40 | Jose Pablo Saldivar |     | 90+1' |
| M                | 7  | Faber Gil           |     |       |
| A                | 9  | Borja Bastón        |     |       |
| A                | 18 | Alexéi Domínguez    |     |       |
| A                | 27 | Owen González       |     |       |
| A                | 29 | Sergio Aguayo       |     |       |
| Técnico:         |    |                     |     |       |
| Guillermo Almada |    |                     |     |       |

| Bandeirinhas: NED Hessel Steegstra NED Jan de Vries Quarto árbitro: QAT Abdulrahman Al-Jassim Árbitro assistente de vídeo: NED Rob Dieperink | Regulamento - 90 minutos - 30 minutos de prorrogação caso haja empate no tempo normal - Persistindo o empate, o vencedor será decidido nas penalidades máximas - 15 jogadores substitutos - Máximo de cinco substituições, com uma sexta sendo permitida em caso de prorrogação |

## Premiação
| Dérbi das Américas da FIFA de 2024 |
| México                             |
| ---------------------------------- |
| PACHUCA Campeão (1.º título)       |